# César Camacho Manco
César Leopoldo Camacho Manco (Lima, 15 de abril de 1943) es un matemático brasileño nacido en el Perú. Es director de la Escuela de Matemática Aplicada de la Fundación Getúlio Vargas desde mayo de 2018. 
Fue director del Instituto Nacional de Matemática Pura y Aplicada (IMPA) entre los anos 2003 al 2015, y actualmente es Investigador Emérito de la institución. Su área de investigación son los sistemas dinâmicos. En el 2017, fue director del Centro para el Desarrollo de la Matemática y Ciencias y miembro de la Comisión de Investigación e Innovación de la Fundación Getulio Vargas (FGV).
Formado en Ciencias Físicas y Matemáticas por la  [Universidad_Nacional_de_Ingeniería_(Perú)|Universidad Nacional de Ingeniería]] del Perú, se graduó en 1964. Obtuvo la maestría en el IMPA em 1966 y el doctorado en la Universidad de California en Berkeley en 1971, orientado por Stephen Smale, matemático americano y ganador de la Medalla Fields.
Fue dos veces secretario general, vicepresidente y presidente de la Sociedad Brasileña de Matemática (SBM). Coordinó el Comité Asesor de Matemática del Consejo Nacional de Desarrollo Científico y Tecnológico y formó parte del Consejo Superior de la FAPERJ durante seis años. 
Camacho lideró la creación de la Olimpiada Brasileña de Matemática de las Escuelas Públicas (OBMEP), en el 2005. Anualmente, cerca de 18 millones de alumnos, de más del 99% de los municipios brasileños, participan en esa competición. El año 2006 fue galardonado con el Premio Southern.